# Мирабилис гладкий
Мира́билис гла́дкий (лат. Mirabilis laevis) — вид цветковых растений рода Мирабилис (Mirabilis) семейства Никтагиновые (Nyctaginaceae).

## Распространение
Ареал — юго-запад США и северо-запад Мексики.

## Подвиды и разновидности
Выделяются следующие подвиды и разновидности:
- Mirabilis laevis var. crassifolia (Choisy) Spellenb. произрастает на чапаралях и в лесах Калифорнии и Нижней Калифорнии, в том числе на острове Седрос, предгорьях Сьерра-Невады.
- Mirabilis laevis subsp. glutinosa (Standl.) A.E.Murray
- Mirabilis laevis var. retrorsa (A.Heller) Jeps. растёт в Неваде, Орегоне к востоку до Юты и к югу до Аризны и северо-запада Мексики.
- Mirabilis laevis var. villosa (Kellogg) Spellenb.[1] имеет ареал, схожий с ареалом Mirabilis laevis var. retrorsa.

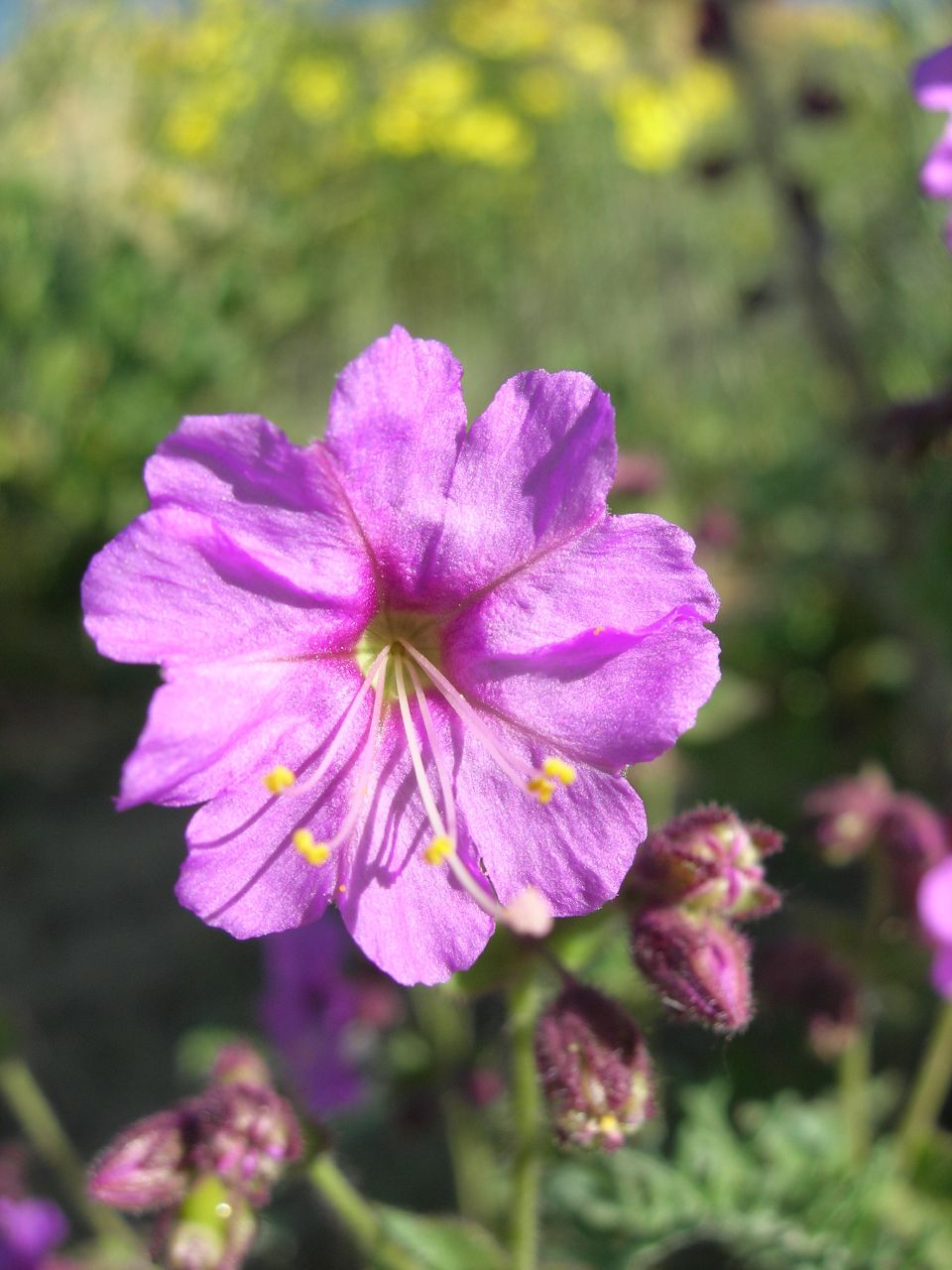
Mirabilis laevis var. crassifolia
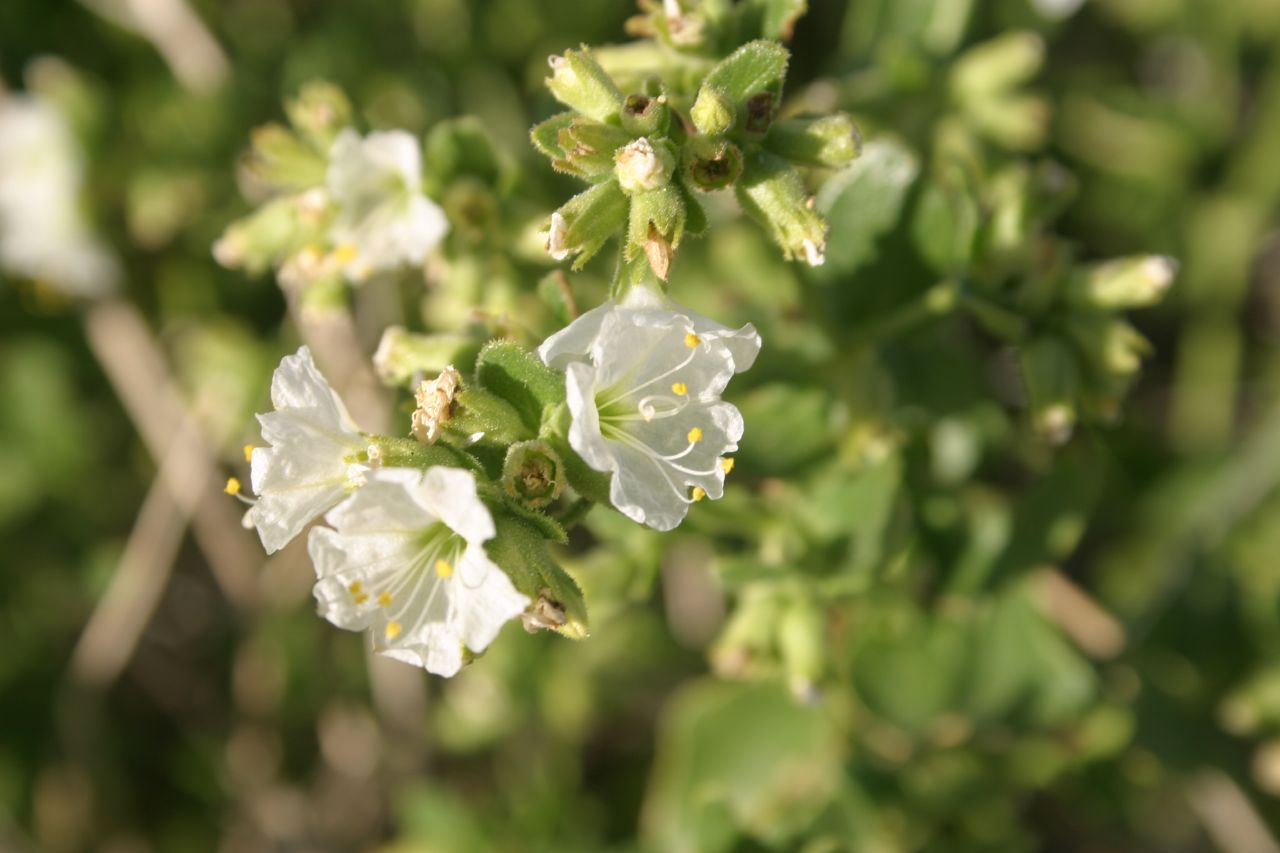
Mirabilis laevis var. retrosa
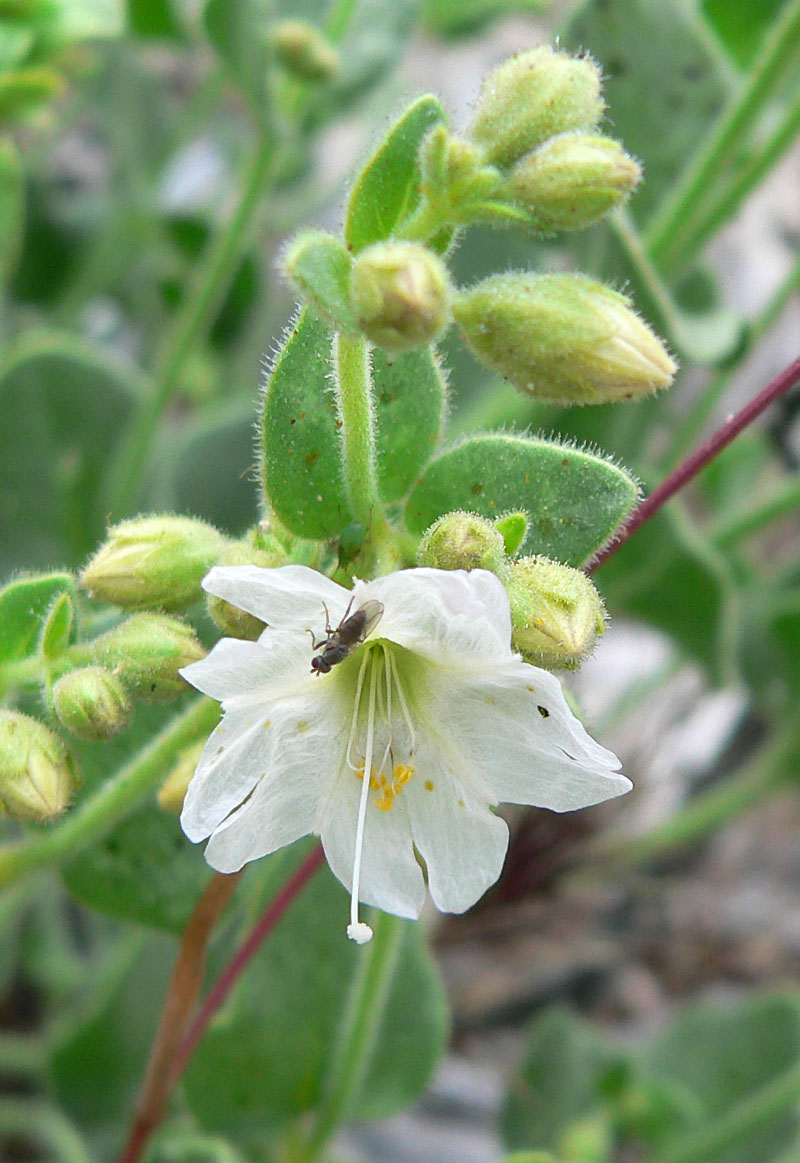
Mirabilis laevis var. villosa

## Синонимика
- Hesperonia laevis (Benth.) Standl.
- Oxybaphus laevis Benth.[2]